# Plebejus sophiana
Plebejus sophiana är en fjärilsart som beskrevs av Ruggero Verity 1931. Plebejus sophiana ingår i släktet Plebejus och familjen juvelvingar. Inga underarter finns listade i Catalogue of Life.